# 4-es villamos (Miskolc)
A miskolci 4-es villamos 1964-ben indult, a tatárdombi munkásszállítások lebonyolítása érdekében. Vasárnap kivételével reggel 5 órától éjjel fél 11-ig volt villamosközlekedés az egyvágányos vonalon (csak a tatárdombi végállomás volt kétvágányos), a közeli gyár munkanapi műszakváltásaikor 14 percenkénti indulással, azokon kívül viszont ritkábban. A Tatárdombról érkező villamoskocsik egyes esetekben, főleg éjszakai műszakváltások idején a Vasgyárig közlekedtek. 1976. január 14-ével megszüntették a vonalat a rossz pályaállapotokra hivatkozva, másnap üzemkezdettől 9Y jelzéssel autóbuszjárat indult a villamos helyettesítésére.
Másfél km-es pályája „I” szabványú, 42 kg/fm-es sínekből állt, amelyeket vasbeton aljakra rögzítettek. A villamosközlekedés felhagyása után a vágányzat felépítményének nagy részét felszedték, egy szakaszának helyére utca került, a bulgárföldi megálló utáni kiágazástól, a Mónus Illés utcával párhuzamosan meghagyott néhány száz méteres szakasza pedig sokáig kihasználatlanul állt. Utóbbit a kilencvenes évek folyamán a Diósgyőr labdarúgó-mérkőzései közben tárolóvágányként használták, hogy a szurkolókat a meccsek befejezését követően gyorsabban el tudják szállítani; később azonban ismét kihasználatlan lett ez a szakasz is. A kiágazás vágánykapcsolatát az 1-es vonal felújítása során 2010-ben megszüntették, 2011-ben pedig egy maradék ív kivételével teljesen elbontották. A Mónus Illés utca elején a rövid ív vágánya és a felsővezetéktartó oszlopok, Tatárdombnál a végállomás rozsdásodó esőbeállója, a kettő között pedig néhány sínszál és a két híd beton hídfői maradtak meg az egykori villamosvonal tárgyi emlékeiként.
Megállói: Bulgárföld–Ázsia mh.–Tatárdomb.